# Palácio José Bonifácio
O Palácio José Bonifácio é um edifício histórico, sede da Prefeitura da cidade de Santos, estado de São Paulo, Brasil. Localiza-se na Praça Mauá, no centro da cidade.
O palácio, projetado pelo arquiteto Plínio Botelho, foi construído em 1937 e inaugurado em 1939 para abrigar a prefeitura e a Câmara Municipal da cidade. Seu nome homenageia o Patriarca da Independência. Do final do período eclético, o Palácio José Bonifácio tem as linhas clássicas usadas nos prédios públicos para externar o conceito grego de democracia. Mas a separação entre os setores superiores e inferiores de serviço, nos sete pavimentos - dois andares no embasamento, três no plano nobre e dois no ático -, expressam o espírito ditatorial da época do Estado Novo, quando foi erguido.

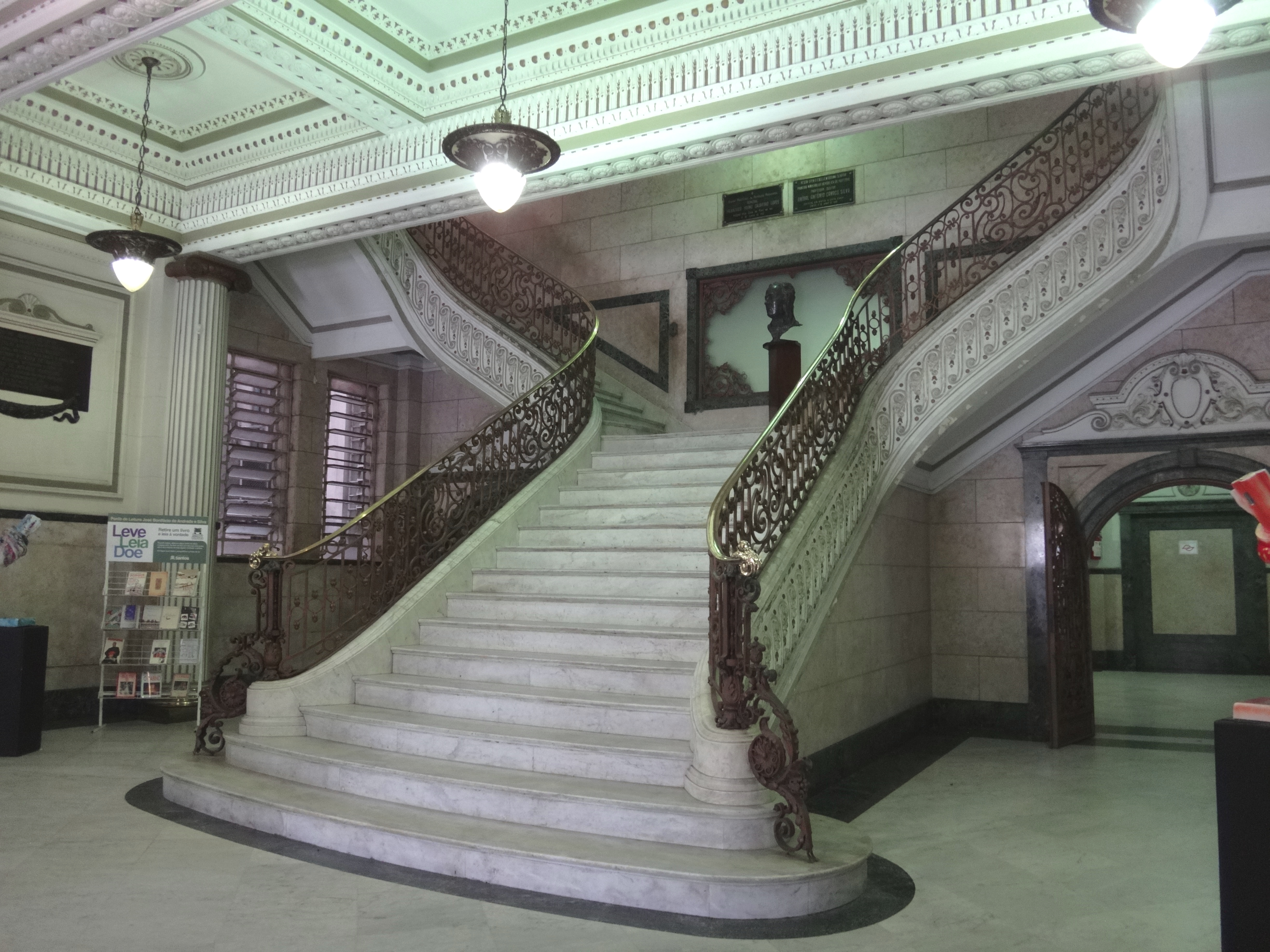
Escadaria interna

Escadarias com patamares bifurcados servem às entradas laterais. A fachada principal possui rampa para automóveis e largas escadarias, que terminam ladeadas por duas estátuas. A que está situada à direita de quem entra, representa o comércio na figura do deus romano Mercúrio, que corresponde a Hermes, na mitologia grega. Do lado esquerdo fica a deusa romana Minerva, que é a Palas Atenas da Grécia Antiga e simboliza a sabedoria, a ciência e as artes.
Elas antecedem os três arcos triunfais da entrada nobre, acima dos quais se destaca o brasão nacional e se desenvolve o alpendre do segundo pavimento, com colunas colossais que alcançam o terceiro andar.
Internamente, o trabalho em bronze e ferro destaca-se nos portões e portas principais, balaústres das escadarias, lustres de alabastro, grades e esquadrias dos vitrais das portas. Alizares em madeira ou mármore repartem as paredes com o gesso, que desenha guirlandas no capitel das pilastras e prolonga-se na ornamentação do teto.
Referência aos níveis de poder reaparece no piso, revestido em mármore de Carrara ou madeira marchetada nos ambientes principais. Os demais setores receberam pastilhas decoradas, mais baratas e duráveis.
O gabinete do prefeito e o Salão Nobre Esmeraldo Tarquínio seguem o estilo Luís XVI. Na Sala Princesa Isabel funciona o plenário da Câmara Municipal, iluminado por lustre em cristal da Boêmia e quatro vitrais representando a Liberdade, a Justiça, a Caridade e a Nacionalidade. O quinto andar, destinado pelo projeto de Plínio Botelho à residência do prefeito, hoje, tem funções burocráticas.